# Які Єн
Які Айтані Єн Тавіо (кит.: 殷亞吉 / ісп. Yaki Aithany Yen Tavio; нар. 21 квітня 1989, Пуерто-дель-Росаріо, Іспанія) — тайваньський та іспанський футболіст, центральний захисник клубу Китайської Суперліги «Ухань Трі Таун».

## Клубна кар'єра
Футбольну кар'єру розпочав у «Фуертевентурі» з Сегунда Дивізіону Б. Виступав також за нижчолігові іспанські клуби «Лусена», «Атлетіко Гранаділья», «Пахара Плаяс де Хандія» та «Ель-Котільйо». Під час виступів в останньому з вище вказаних клубів поєднував футбольну кар'єру з роботою кухарем у ресторані. 22 вересня прибув на перегляд у «Чанчунь Ятай», а 31 грудня 2015 року підписав з клубом 5-річний контракт.
28 лютого 2018 року перейшов до команди Першої ліги Китаю «Циньдао Хуандай». У сезоні 2019/20 років, після двох сезонів у другому за силою дивізіоні чемпіонату Китаю, допоміг команді вийти в Суперлігу Китаю, який очолював іспанський тренер Хуанма Лілло. За підсумками сезону 2019/20 років центральний захисник потрапив до найкращої 11-ки Першої ліги Китаю. У сезоні 2021 року його контракт викупив «Ухань Трі Таун», також з Першої ліги Китаю.

## Кар'єра в збірній
Мав право на громадянство Республіки Китай через те, що його батько є громадянином вище вказаної країни; отже, він має право представляти Тайвань. У 2015 році отримав громадянство, 9 вересня 2015 року в Тегерані дебютував у кваліфікаційному матчі чемпіонату світу проти Іраку. 12 листопада 2015 року забив свій перший міжнародний м'яч кваліфікації матчу чемпіонату світу проти Таїланду в Бангкоку. Покинув збірну у вересні 2016 року через розбіжності з тренером Імаї Тосіакі. Однак після того, як Імаї залишив свою посаду, в травні 2017 року Єн прийняв виклик від виконувача обов'язків головного тренера національної команди Куроди Кадзуо.

## Особисте життя
Народився в місті Пуерто-дель-Росаріо в батька-тайванця та матері-іспанки

## Статистика виступів

### Клубна
Станом на 31 грудня 2020
| Клуб                     | Сезон             | Ліга                | Ліга  | Ліга | Нац. кубок | Нац. кубок | Конт. кубок | Конт. кубок | Інші  | Інші | Загалом | Загалом |
| Клуб                     | Сезон             | Дивізіон            | Матчі | Голи | Матчі      | Голи       | Матчі       | Голи        | Матчі | Голи | Матчі   | Голи    |
| ------------------------ | ----------------- | ------------------- | ----- | ---- | ---------- | ---------- | ----------- | ----------- | ----- | ---- | ------- | ------- |
| «Фуертевентура»          | 2008–09           | Сегунда Дивізіон Б  | 11    | 0    |            | 0          | -           | -           | -     | -    | 11      | 0       |
| «Фуертевентура»          | 2009–10           | Терсера Дивізіон    | 8     | 0    | -          | -          | -           | -           | -     | -    | 8       | 0       |
| «Фуертевентура»          | Загалом           | Загалом             | 19    | 0    | 0          | 0          | 0           | 0           | 0     | 0    | 19      | 0       |
| «Лусена»                 | 2009–10           | Сегунда Дивізіон Б  |       |      | -          | -          | -           | -           | -     | -    |         |         |
| «Атлетіко Гранаділья»    | 2010–11           | Терсера Дивізіон    |       |      | -          | -          | -           | -           | -     | -    |         |         |
| «Пахара Плаяс де Хандія» | 2010–11           | Терсера Дивізіон    | 1     | 0    | -          | -          | -           | -           | -     | -    | 1       | 0       |
| «Ель-Котільйо»           | 2013–14           | Терсера Дивізіон    |       |      | -          | -          | -           | -           | -     | -    |         |         |
| «Чанчунь Ятай»           | 2016              | Китайська Суперліга | 17    | 0    | 1          | 0          | -           | -           | -     | -    | 18      | 0       |
| «Чанчунь Ятай»           | 2017              | Китайська Суперліга | 6     | 0    | 0          | 0          | -           | -           | -     | -    | 6       | 0       |
| «Чанчунь Ятай»           | Загалом           | Загалом             | 23    | 0    | 1          | 0          | 0           | 0           | 0     | 0    | 24      | 0       |
| «Циньдао Хуандай»        | 2018              | Перша ліга Китаю    | 23    | 3    | 0          | 0          | -           | -           | -     | -    | 23      | 3       |
| «Циньдао Хуандай»        | 2019              | Перша ліга Китаю    | 24    | 2    | 0          | 0          | -           | -           | -     | -    | 24      | 2       |
| «Циньдао Хуандай»        | 2020              | Китайська Суперліга | 14    | 0    | 1          | 0          | -           | -           | -     | -    | 15      | 0       |
| «Циньдао Хуандай»        | Загалом           | Загалом             | 61    | 5    | 1          | 0          | 0           | 0           | 0     | 0    | 62      | 5       |
| Усього за кар'єру        | Усього за кар'єру | Усього за кар'єру   | 104   | 5    | 2          | 0          | 0           | 0           | 0     | 0    | 106     | 5       |

### У збірній

#### По роках
| Китайський Тайбей                      | Китайський Тайбей | Китайський Тайбей | Китайський Тайбей |
| Рік                                    | Матчі             | Голи              |                   |
| -------------------------------------- | ----------------- | ----------------- | ----------------- |
| 2015                                   | 5                 | 1                 |                   |
| 2016                                   | 1                 | 0                 |                   |
| 2017                                   | 7                 | 0                 |                   |
| 2018                                   | 1                 | 0                 |                   |
| Загалом                                | 14                | 1                 |                   |
| Останнє оновлення 27 березня 2018 року |                   |                   |                   |

#### По матчах
| Дата       | Місто      | Господарі         | Результат | Гості             | Турнір                    | Голи | Примітки |
| ---------- | ---------- | ----------------- | --------- | ----------------- | ------------------------- | ---- | -------- |
| 3-9-2015   | Тегеран    | Ірак              | 5 – 1     | Китайський Тайбей | Відбір до ЧС 2018         | -    |          |
| 8-9-2015   | Тайбей     | Китайський Тайбей | 1 – 2     | В'єтнам           | Відбір до ЧС 2018         | -    | 80'      |
| 9-10-2015  | Тайбей     | Китайський Тайбей | 5 – 1     | Макао             | товариський матч          | -    |          |
| 12-11-2015 | Бангкок    | Таїланд           | 4 – 2     | Китайський Тайбей | Відбір до ЧС 2018         | 1    |          |
| 17-11-2015 | Гаосюн     | Китайський Тайбей | 0 – 2     | Ірак              | Відбір до ЧС 2018         | -    | 83'      |
| 2-6-2016   | Гаосюн     | Китайський Тайбей | 2 – 2     | Камбоджа          | Відбір до Кубка Азії 2019 | -    |          |
| 22-3-2017  | Ханой      | В'єтнам           | 1 – 1     | Китайський Тайбей | товариський матч          | -    | 74'      |
| 26-3-2017  | Тайбей     | Китайський Тайбей | 1 – 3     | Туркменістан      | Відбір до Кубка Азії 2019 | -    |          |
| 10-6-2017  | Сінгапур   | Сінгапур          | 1 – 2     | Китайський Тайбей | Відбір до Кубка Азії 2019 | -    |          |
| 5-9-2017   | Ріффа      | Бахрейн           | 5 – 0     | Китайський Тайбей | Відбір до Кубка Азії 2019 | -    |          |
| 5-10-2017  | Тайбей     | Китайський Тайбей | 4 – 2     | Монголія          | товариський матч          | -    |          |
| 10-10-2017 | Тайбей     | Китайський Тайбей | 2 – 1     | Бахрейн           | Відбір до Кубка Азії 2019 | -    |          |
| 14-11-2017 | Балканабат | Туркменістан      | 2 – 1     | Китайський Тайбей | Відбір до Кубка Азії 2019 | -    | 84'      |
| 27-3-2018  | Тайбей     | Китайський Тайбей | 1 – 0     | Сінгапур          | Відбір до Кубка Азії 2019 | -    |          |
| Усього     |            | Матчів            | 14        |                   | Голів                     | 1    |          |

#### Голи за збірну
Рахунок та результат збірної Китайського Тайбею вказано на першому місці.
| #  | Дата              | Місце                          | Суперник | Рахунок | Результат | Змагання                           |
| -- | ----------------- | ------------------------------ | -------- | ------- | --------- | ---------------------------------- |
| 1. | 12 листопада 2015 | Раджамангала, Бангкок, Таїланд | Таїланд  | 1–1     | 2–4       | кваліфікація чемпіонату світу 2018 |

## Досягнення

### Клубні
«Циньдао Хуандай»
- Перша ліга Китаю
  -  Чемпіон (1): 2019[10]